# Gary Powers
Francis Gary Powers (Jenkins, Kentucky, 17 d'agost de 1929 - 1 d'agost de 1977) va ser un pilot d'avió estatunidenc. El 1960 el seu avió Lockheed U-2, en una missió d'espionatge de la CIA, va ser abatut pels soviètics i Powers fet presoner. Va provocar un greu incident diplomàtic durant els inicis de la Guerra freda.

## Dades biogràfiques
Powers va néixer a Jenkins, Kentucky, amb ancestres Melungeon i es crià a Pound, Virginia. Entrà a les forces aèries dels Estats Units el 1950 i participà en la Guerra de Corea. El 1956 va ser reclutat pel servei d'intel·ligència dels Estats Units (CIA).

## Incident de l'U-2
Els avions d'espionatge Lockheed U-2 de la CIA volaven a una altura de 90.000 peus (aproximadament 30.000 metres) fent-los així invulnerables a les armes antiaèries soviètiques del moment. Els avions estaven dotats amb càmeres i feien fotografies d'objectius militars i altres. La missió de Gary Powers sortí el 1960 de la base militar de Peshawar al Pakistan va ser abatut per un míssil soviètic S-75 Dvina l'1 de maig de 1960 sobre Sverdlovsk. Powers no va ser capaç d'activar el mecanisme d'autodestrucció del seu avió com tenia ordenat i saltà en paracaigudes a terra essent capturat per la KGB.
Va ser alliberat el 2 de febrer de 1962, gràcies a un intercanvi de presoners entre soviètics i estatunidencs mantingut a Berlín.
Powers va ser rebut al seu país amb fredor per no haver destruït el seu aparell ni, alternativament, haver-se suïcidat amb la píndola de la CIA "suicide pin".
Powers va treballar per la companyia Lockheed com a pilot de proves de 1963 a 1970. Escriví el llibre titulat Operation Overflight: A Memoir of the U-2 Incident que el portà a abandonar la Lockheed i va treballar a la ràdio i la televisió (com a pilot d'helicòpters amb càmeres).
Morí quan el seu helicòpter s'estavellà a terra en el seguiment d'un incendi forestal prop de la seva base de Burbank, Califòrnia. Està enterrat al cementiri nacional d'Arlington.
El 1976 es va fer una sèrie de televisió basada en la seva vida i en el seu llibre Francis Gary Powers: The True Story of the U-2 Spy Incident, amb Lee Majors fent el paper de Powers.

## Cinema
El 2015 Steven Spielberg va dirigir Bridge of Spies, un film basat en l'intercanvi de Powers per un espia soviètic. El principal protagonista però, era l'advocat que va assolir l'intercanvi, interpretat per Tom Hanks.